# بیفروسن
بیفروسن (انگلیسی: Biferrocene) یک ترکیب آلی فلزی حاوی آهن با فرمول شیمیایی [(C5H5)Fe(C5H4)]2 است. این ماده از واکنش اولمان بین مولکول های یدوفروسن ایجاد می شود.